# Josef Kalbáč
Josef Kalbáč (* 17. února 1940, Třebohostice) je český politik (KDU-ČSL), bývalý senátor a poradce prezidenta Václava Klause.
Od mládí pracoval v zemědělství, dálkově vystudoval vysokou školu zemědělskou. Již od roku 1968 je členem lidové strany, za niž byl po mnohaletém působení v místní samosprávě zvolen v roce 2003 senátorem za obvod Strakonice. V Senátu PČR patřil k nejvýraznějším kritikům Lisabonské smlouvy. V prezidentských volbách v roce 2008 podpořil prezidenta Václava Klause.
Ve volbách v roce 2008 ve svém senátním obvodu postoupil do druhého kola, ale v něm jej těsně porazil kandidát ČSSD.
V březnu 2009 potvrdil mluvčí prezidenta Václava Klause Radim Ochvat, že Kalbáč působí jako externí poradce prezidenta.